# Andrija Barukčić
Andrija Barukčić (Osredak kod Doboja, 11. studenog 1805. – Tramošnica, 16. travnja 1834.), pjesnik. 
Osnovnu školu i humaniora završio je u Kraljevoj Sutjesci, filozofsko-teološki studij nastavio u Budimu (do 1834.). Nekrologij sutješkog samostana bilježi da je bio “Poëta insignis Latinus”. U tramošničkoj Knjizi umrlih (Liber Mortuorum) o njemu je zapisano: “Iuvenis hic arte poëtica multum excellebat”.
Djela:
- "Carmen elegiacum…Raphaelis Barischich" (1833.).